# Gloria Sevilla
Gloria Sevilla (Cebú, Filipinas, 31 de enero de 1932 - Oakland, California, Estados Unidos, 16 de abril de 2022), fue una actriz filipina, conocida como la "Reina de Cine de Visayas" antes de la película ha interpretado en tagalo. 

## Biografía
Fue a Manila y de inmediato presentó una película en tagaloparlante en la que participó en dos películas, entre ellas "Nakatambal" junto a Leopoldo Salcedo, uno de los artistas reconocidos en el mundo del cine filipino. Luego participó en la película Quiapo,Divisoria...Quiapo... y Mr. Dupong, kapwa mga komedya.

## Filmografía

### Películas
- 2006 - CareHome
- 1971 - Mag-inang Ulila
- 1970 - Robina
- 1969 - Badlis sa Kinabuhi
- 1955 - Mr. Dupong
- 1954 - Divisoria...Quiapo...

## Televisión
- 2006 - Captain Barbell (2006)